# ジョゼフ・ジュート
ジョゼフ・ジュート（フランス語発音: [ʒozɛf ʒut]、Joseph Jouthe、1961年10月17日 - ）は、ハイチの政治家。トモンド出身。2020年3月4日から2021年4月14日にかけてハイチの首相を務めた。

## 経歴
1961年10月27日、トモンドで生まれる。
2018年9月19日、ジャン・アンリ・セアンの下で環境大臣に任命された。2019年9月30日には代行として経済財政大臣に任命された。
2020年3月4日には首相に任命され、2日後から公務が開始された。2021年4月14日、首相を辞任：ジョブネル・モイーズ大統領より、後継はクロード・ジョセフとなった。